# Idioblasta acleropa
Idioblasta acleropa là một loài bướm đêm trong họ Crambidae.